# 9973 Szpilman
9973 Szpilman (pronounced: Shpilman) là một tiểu hành tinh vành đai chính. Nó bay quanh Mặt Trời theo chu kỳ 4.03 năm.
Được phát hiện ngày 12 tháng 7 năm 1993 bởi E. W. Elst working ở the European Southern Observatory, Tên chỉ định của nó là 1993 NB2. It was later renamed "Szpilman" after Wladyslaw Szpilman, a Ba Lan pianist.